# Kurt Van Lancker
Kurt Van Lancker (Zottegem, 21 september 1971) is een Belgisch voormalig professioneel wielrenner. Hij reed voor onder meer Vlaanderen 2002 en Lotto. Hij won één professionele koers en stond meerdere keren op het podium, onder andere bij de GP Briek Schotte (3e) en de Vlaamse Pijl (3e). Een knieoperatie na de Giro 2002 betekende het einde van zijn carrière.

## Resultaten in voornaamste wedstrijden
| Jaar | Ronde van Italië | Ronde van Frankrijk | Ronde van Spanje |
| ---- | ---------------- | ------------------- | ---------------- |
| 1997 |                  |                     |                  |
| 1999 |                  |                     |                  |
| 2000 |                  |                     |                  |
| 2001 | 78e              |                     |                  |
| 2002 | opgave           |                     |                  |

| Jaar | Milaan-San Remo | Ronde van Vlaanderen | Luik-Bast.‑Luik |
| ---- | --------------- | -------------------- | --------------- |
| 1997 |                 | 94e                  |                 |
| 1999 |                 | 52e                  | 57e             |
| 2000 | 131e            |                      |                 |
| 2001 |                 |                      |                 |
| 2002 | 132e            |                      |                 |

Wielerploegen van Kurt Van Lancker
Baldato · Ballerini · Bomans · Cesarini · Chioccioli · Cipollini · Corsi · Demol · Gusmeroli · Jaskuła · Museeuw · Peeters · Pillon · Poli · D. Rebellin · S. Rebellin · Tchmil · Vanzella · Vona · Willems · Van Lancker (stagiair)
van Aert ·
van den Akker ·
Biets · 
Coppens ·
Corvers ·
De Clercq ·   
De Wilde ·  
Eeckhout ·
Evenepoel (tot 30/06) ·
Fleischer ·
Haghedooren ·
Heynderickx ·
Lapage ·
Moermans · 
Peers · 
Piątek · 
van der Poel ·
Streel ·
Szostek · 
Thijs · 
Van Lancker · 
Van Itterbeeck ·
Van Slycke ·
Veenstra ·
Verbeken ·
Verstrepen · 
Francois (stagiair) · 
Vandaele (stagiair)
den Braber ·  
De Clercq ·   
Desmet ·  
Eeckhout ·
Fleischer ·
Heynderickx ·
Høj · 
Huybrechts · 
Janssens ·
Moermans · 
Nulens ·
Omloop ·
Peers · 
Piątek ·
Planckaert ·
van der Poel ·
Theunisse · 
Van Aken ·
Vandromme ·
Vanhaecke ·
E. Van Lancker ·
K. Van Lancker · 
Van Luchem (tot 28/02) · 
Van Roosbroeck ·
Verbeken ·
Zemke
Aerts · D'Hollander · Gerits · Moons · Renders · Roesems · Roosen · Stremersch · Thijs · Van Bondt · Van de Wouwer · Van Lancker · Vanfrachem · Vansevenant · Verheyen · Verstrepen · Cretskens (stagiair) ·
 Laitem (stagiair) · Vermaut (stagiair)
Cretskens · D'Hollander · Gerits · Hoste · Renders · Roesems · Stremersch · Thijs · Trouvé · Van Lancker · Vanfrachem · Vansevenant · Vereecke · Vermaut · Verstrepen · Wuyts
Cretskens · Daniels · De Schoenmaecker · D'Hollander · Gerits · Guns · Huvaere · Renders · Stremersch · Trouvé · Van Lancker · Van Roosbroeck · Vereecke · Vermaut · Vidts · Penne (stagiair)
Aerts · Baguet · Beeckman · D'Hollander · De Waele · Demarbaix · Detilloux · Durand · Heselmans · Lhoir · Marichal · Tchmil · Van de Wouwer · Van Hyfte · Van Lancker · R. Verbrugghe · Verheyen · Wuyts · Gardeyn (stagiair) · Van Speybroeck (stagiair) · I. Verbrugghe (stagiair)
Aerts · Baguet · Blijlevens · Braikia · Brandt · D'Hollander · De Clercq · De Waele · Eeckhout · Gardeyn · Marichal · Michajlov · Paulissen · Tchmil · Van de Wouwer · Van Dyck · van Gulik · Van Hyfte · Van Lancker · Van Speybroeck · I. Verbrugghe · R. Verbrugghe · Vermaut · Amorison (stagiair) · Van Huffel (stagiair) · Van Impe (stagiair)
Aerts · Amorison · Baguet · Braikia · Brandt · D'Hollander · De Clercq · Detilloux · Eeckhout · Gardeyn · Marichal · McEwen · Michajlov · Stremersch · Tchmil · Van de Wouwer · Van Dijk · van Gulik · Van Impe · Van Lancker · Van Petegem · Van Speybroeck · I. Verbrugghe · R. Verbrugghe · Vermaut · Vierhouten · Caethoven (stagiair) · D'Haese (stagiair) · Van der Slagmolen (stagiair)
Assez · Cali · Cornelissen · Deliens · Drew · Gremelpont · Guyton · Iacuone · Landrie · Lepron · Masschelein · McKenzie · Perras · Roux · B.Scheirlinckx · S.Scheirlinckx · Szonn · Toldo · Van Lancker · Wilson · Thys (stagiair) · Van De Gehuchte (stagiair) · Vancoillie (stagiair)